# Ingo H. Warnke
Ingo H. Warnke (* 7. Oktober 1963) ist ein deutscher Sprachwissenschaftler.

## Leben
Nach dem Studium der Germanistik, Musik und Erziehungswissenschaften/Philosophie (1. Staatsexamen Universität Kassel), der Promotion 1993 und der Habilitation 1998 wurde er 2010 an der Universität Bremen Universitätsprofessor (W3) für Deutsche Sprachwissenschaft unter Einschluss der interdisziplinären Linguistik.
Seine Forschungsinteressen sind sprachliches Ereignis und serielle Ordnung im Diskurs, kommunikative Räume des Widerspruchs, deutsche Sprache im Kolonialen Archiv, Praktiken diskursiver Ortsherstellung, Liminalität und das Ephemere und Linguistik des Zuhörens.

## Schriften (Auswahl)
- mit Anne Storch: Sansibarzone. Eine Austreibung aus der neokolonialen Sprachlosigkeit. Bielefeld: Transcript, Bielfeld 2020. [Postcolonial Studies]
- mit Beatrix Busse und Jennifer Smith (eds.). Place-Making in the Declarative City. Berlin/Boston: de Gruyter 2020. [Diskursmuster / Discourse Patterns; 22]
- (Hrsg.): Handbuch Diskurs. Berlin/Boston: de Gruyter 2018. [Handbücher Sprachwissen; 6]
- Wörterbuch zu Thomas Müntzers deutschen Schriften und Briefen. Tübingen 1993, ISBN 3-484-30950-4.
- C. W. M. Grein und seine lexikographische Erfassung der Frauenseer Urkunden als Beitrag zum Grimmschen Wörterbuch. Berlin 1994, ISBN 3-631-47812-7.
- Wege zur Kultursprache. Die Polyfunktionalisierung des Deutschen im juridischen Diskurs (1200–1800). Berlin 1999, ISBN 3-11-016429-9.
- mit Jürgen Spitzmüller: Diskurslinguistik. Eine Einführung in Theorien und Methoden der transtextuellen Sprachanalyse. Berlin 2011, ISBN 978-3-11-021244-0.